# Вінона-Лейк (Індіана)
Вінона-Лейк (англ. Winona Lake) — місто (англ. town) в США, в окрузі Косцюшко штату Індіана. Населення — 5053 особи (2020).

## Географія
Вінона-Лейк розташована за координатами 41°13′1″ пн. ш. 85°48′46″ зх. д. / 41.21694° пн. ш. 85.81278° зх. д. (41.216843, -85.812683).  За даними Бюро перепису населення США в 2010 році місто мало площу 8,42 км², з яких 7,16 км² — суходіл та 1,27 км² — водойми.

## Демографія
Згідно з переписом 2010 року, у місті мешкало 4908 осіб у 1569 домогосподарствах у складі 1098 родин. Густота населення становила 583 особи/км².  Було 1786 помешкань (212/км²).
Расовий склад населення:
| - 92,2 % — білих - 1,5 % — чорних або афроамериканців - 1,0 % — азіатів - 0,1 % — корінних американців - 4,0 % — осіб інших рас |

До двох чи більше рас належало 1,2 %. Частка іспаномовних становила 7,4 % від усіх жителів.
За віковим діапазоном населення розподілялося таким чином: 23,7 % — особи молодші 18 років, 63,6 % — особи у віці 18—64 років, 12,7 % — особи у віці 65 років та старші. Медіана віку мешканця становила 28,3 року. На 100 осіб жіночої статі у місті припадало 87,3 чоловіків;  на 100 жінок у віці від 18 років та старших — 81,0 чоловіків також старших 18 років.
Середній дохід на одне домашнє господарство  становив 71 533 долари США (медіана — 51 818), а середній дохід на одну сім'ю — 78 161 долар (медіана — 56 827). Медіана доходів становила 50 683 долари для чоловіків та 28 223 долари для жінок. За межею бідності перебувало 11,0 % осіб, у тому числі 20,0 % дітей у віці до 18 років та 11,2 % осіб у віці 65 років та старших.
Цивільне працевлаштоване населення становило 2635 осіб. Основні галузі зайнятості: освіта, охорона здоров'я та соціальна допомога — 23,6 %, виробництво — 20,9 %, мистецтво, розваги та відпочинок — 15,4 %.